# Magdalen Nabb
Magdalen Nabb (* 16. Januar 1947 in Church, Lancashire, England; † 18. August 2007 in Scandicci, Florenz) war eine britische Krimischriftstellerin sowie Kinder- und Jugendbuchautorin. Sie lebte seit 1975 in Florenz.

## Leben
Als Magdalen Nabb sieben Jahre alt war, starb ihr Vater und einige Jahre darauf ihre Mutter. An der Kunsthochschule in Manchester studierte sie Kunst und Töpferei und unterrichtete danach an einer englischen Kunstschule. Während dieser Zeit heiratete sie und bekam einen Sohn. Bereits nach kurzer Zeit wurde die Ehe wieder geschieden. 1975 verbrachte Nabb zusammen mit ihrem Sohn ihren Urlaub in der Toskana und war derart begeistert, dass sie sich spontan in Florenz niederließ.
Zuerst widmete sich Nabb der künstlerischen Arbeit als Töpferin, bevor sie mit dem Schreiben begann und ihren ersten Kriminalroman veröffentlichte. Ihr Serienheld ist der Maresciallo Salvatore Guarnaccia bei den Carabinieri in Florenz.
Des Weiteren schrieb sie ab 1989 auch an einer erfolgreichen Kinderbuchserie um die junge Heldin Finchen (die im Englischen Josie Smith heißt) aus ihrer ehemaligen Heimat Lancashire, die ohne Vater aufwächst. Für den zweiten Band erhielt Nabb einen Nestlé Smarties Book Prize. Zu der Buchreihe gibt es eine englische Fernsehserie, die an Magdalen Nabbs ehemaliger Schule gedreht wurde.
Außerdem war sie für Zeitungen, u. a. für die deutsche Vogue, journalistisch tätig. Eine langjährige Brieffreundschaft verband Magdalen Nabb mit dem belgischen Krimischriftsteller Georges Simenon, der für ihren dritten Roman Death in Springtime ein Vorwort verfasste.
Magdalen Nabb starb im August 2007 im Alter von 60 Jahren in Florenz an einem Hirnschlag.

## Werke (Auswahl)

### Romane
Maresciallo-Guarnaccia-Reihe
- Death of an Englishman. 1981.
  - deutsch: Tod eines Engländers. Diogenes, Zürich 2006, ISBN 978-3-257-21999-9 (EA Zürich 1991)
- Death of a Dutchman. 1982.
  - deutsch: Tod eines Holländers. Diogenes, Zürich 2002, ISBN 3-25722450-8 (EA Zürich 1992)
- Death in Springtime. William Collins, London 1983.
  - deutsch: Tod im Frühling. Mit einem Vorwort von Georges Simenon. Diogenes, Zürich 2005, ISBN 3-257-21566-5 (EA Zürich 1988)
- Death in Autumn. 1985.
  - deutsch: Tod im Herbst. Diogenes, Zürich 2009, ISBN 978-3-257-23895-2 (EA Zürich 1990)
- The Marshal and the Murderer. 1987
  - deutsch: Tod in Florenz. Diogens, Zürich 1992, ISBN 3-257-22550-4.
- The Marshal and the Madwoman. 1988.
  - deutsch: Tod einer Verrückten. Diogenes, Zürich 1997, ISBN 3-257-22978-X.
- The Marshal's Own Case. 1990.
  - deutsch: Tod einer Queen. Diogenes, Zürich 1994, ISBN 3-257-22715-9.
- The Marshal Makes His Report. 1991.
  - deutsch: Tod im Palazzo. Diogenes, Zürich 2001, ISBN 3-257-22759-0.
- The Marshal at the Villa Torrini. 1993.
  - deutsch: Geburtstag in Florenz. Diogenes, Zürich 1998, ISBN 3-257-06185-4.
- The Monster of Florence. 1996.
  - deutsch: Das Ungeheuer von Florenz. Diogenes, Zürich 1998, ISBN 3-257-23097-4.
- Property of Blood. 1999
  - deutsch: Alta moda. Diogenes, Zürich 1999, ISBN 3-257-06223-0.
- Some Bitter Taste. 2002.
  - deutsch: Nachtblüten. Diogenes, Zürich 2004, ISBN 3-257-23381-7.
- The Innocent. 2005.
  - deutsch: Eine Japanerin in Florenz. Diogenes, Zürich 2006, ISBN 3-257-06524-8.
- Vita Nuova. 2008.
  - deutsch: Vita Nuova. Diogenes, Zürich 2008, ISBN 978-3-257-06641-8.

Einzelne Romane
- zusammen mit Paolo Vagheggi: The Prosecutor. 1986.
  - Deutsch: Terror.
- Cosimo. 2004.
  - deutsch: Cosimo.

### Kinder- und Jugendbücher
- Finchen will was Schönes schenken. Übers.: Ulli und Herbert Günther. (Josie Smith, 1989)
- Finchen und Lena. Übers.: Ulli und Herbert Günther. (Josie Smith and Eileen, 1991, gewann einen Nestlé Smarties Book Prize 1991)
- Finchen freut sich auf Weihnachten. Übers.: Ulli und Herbert Günther. (Josie Smith at Christmas, 1992)
- Finchen fährt ans Meer (Josie Smith at the Seaside, 1993)
- Finchen in der Schule. Übers.: Ulli und Herbert Günther. (Josie Smith at School, 1994)
- Finchen im Krankenhaus. Übers.: Ulli und Herbert Günther. (Josie Smith in Hospital, 1995)
- Finchen auf dem Markt. Übers.: Ulli und Herbert Günther. (Josie Smith at the Market, 1996)
- Finchen im Sommer (Josie Smith in Summer, 1997)
- Finchen im Winter (Josie Smith in Winter, 1998)
- Finchen im Frühling (Josie Smith in Spring, 1999)
- Finchen im Herbst (Josie Smith in Autumn, 2000)
- Ein neuer Anfang (Twilight Ghost, 2000)
- Das Zauberpferd (The Enchanted Horse, 2001)

## Hörspiele
- 2003: Nachtblüten, Deutschlandradio Kultur, Bearbeitung und Regie: Christoph Dietrich, 55 Min.[2]